# フィリップ2世 (ポメラニア公)
フィリップ2世（ドイツ語：Philipp II., ポーランド語：Filip II, 1573年7月28日 - 1618年2月3日）は、ポメラニア＝シュチェチン公（在位：1606年 - 1618年）。

## 生涯
フィリップ2世はポメラニア公ボギスラフ13世とその最初の妃クララ・フォン・ブラウンシュヴァイク＝リューネブルクの長子として生まれた。ロストックで学び、その後2年間ヨーロッパ中を訪れ、特にフィレンツェに魅了された。フィリップ2世は芸術分野の研究を含むいくつかの神学論文を著した。1601年より、シュレースヴィヒ＝ホルシュタイン＝ゾンダーブルク（スナボー）公ハンスの娘ゾフィーとの結婚のための交渉が行われた。1604年6月26日にバルトにおいて婚約し、結婚式は1607年3月10日までの間にシュチェチンで行われた。1606年に父ボギスラフ13世が死去し、フィリップ2世はポメラニア＝シュチェチン公領を継承した。フィリップ2世は文化の後援者として知られ、芸術作品の収集家でもあった。アイルハルト・ルビヌス（1610年 - 1618年）にポメラニア公国の大地図の製作を依頼し、また、ダルウォボ祭壇の銀板およびポメラニア・キャビネットを作成させた。また、シュチェチン城のさらなる拡張を行い、1616年から1619年にかけて城の5番目の3階建ての翼棟を建設した。
1618年1月に病にかかり、同年2月3日に死去した。1618年3月18日にシュチェチンの聖オットー教会に埋葬された。子供がいなかったため、弟フランツが公位を継承した。